# Carlos Gardini

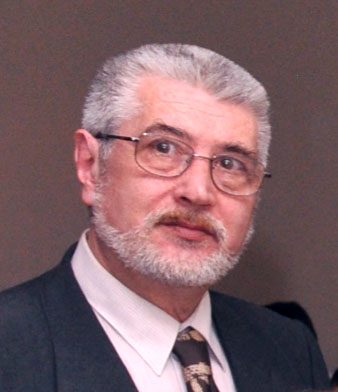
Carlos Gardini, 2010

Carlos Gardini (* 26. August 1948 in Buenos Aires; † 1. März 2017 ebenda) war ein argentinischer Redakteur, Schriftsteller und Übersetzer.

## Leben
Gardini studierte Geisteswissenschaften an der Universidad de Buenos Aires und konnte dieses Studium auch erfolgreich abschließen. Im Anschluss daran bekam er 1981 eine Anstellung als Literaturkritiker der Zeitschrift „El Péndulo“. Daneben begann er auch eigene literarische Texte zu verfassen und die Werke englischer Autoren ins Spanische zu übertragen.
1982 gab Gardini seine Anstellung auf und wirkte von nun an als freier Schriftsteller und Übersetzer.

## Ehrungen
- 1982: Premio del Círculode Lectores für die Erzählung „Primera a Línea“
- 1986: Fulbright-Stipendium
- 1987: Premio Konex

## Werke (Auswahl)

### Als Autor
Erzählungen
- Cesarán las lluvias
- Éxtasis
- Hawksville
- Mi cerebo animal. cuentos. 1983
- Primera línea
- Sinfonía cero. cuentos. 1984
- Una tarde en familia

Romane
- Fábulas invernales. Novela. 2004
- Juegos malabares. Novela. 1984
- El libro de la tierra negra. Novela. 1991
- El libro de la tribu. Novela. 2001
- El libro de las voces. Novela. 2001
- Los ojos de un dios en celo. Novela. 1996
- Vórtice. Novela. 2002.

### Als Übersetzer
- Isaac Asimov: Cuentos completos („The complete stories“)
- James Graham Ballard
- James Ellroy: L.A. confidential („L.A. confidential“)
- Robert Graves
- Henry James: La vida privada y otros relatos („The private life and others“)
- Ursula K. Le Guin
- James Patterson: Bikini („The swimsuit“)
- Katherine Anne Porter
- William Shakespeare: Sonetos
- Robert Sheckley
- Dan Simmons: La soledad de Charles Dickens („Drood“)
- Cordwainer Smith
- John Steinbeck
- Gore Vidal: Muerte en la quinta posición („Death in the fith position“)